# Myrtle–Willoughby Avenues
Myrtle–Willoughby Avenues – stacja metra nowojorskiego, na linii G. Znajduje się w dzielnicy Brooklyn, w Nowym Jorku i zlokalizowana jest pomiędzy stacjami Flushing Avenue i Bedford–Nostrand Avenues. Została otwarta 1 lipca 1937.